# Joe Stöckel
Joe Stöckel (27 de septiembre de 1894 - 14 de junio de 1959) fue un actor, director y guionista cinematográfico alemán. Por encima de todo, encarnó a personajes con el cliché „muniqués original“ en numerosas comedias teatrales y cinematográficas.

## Biografía

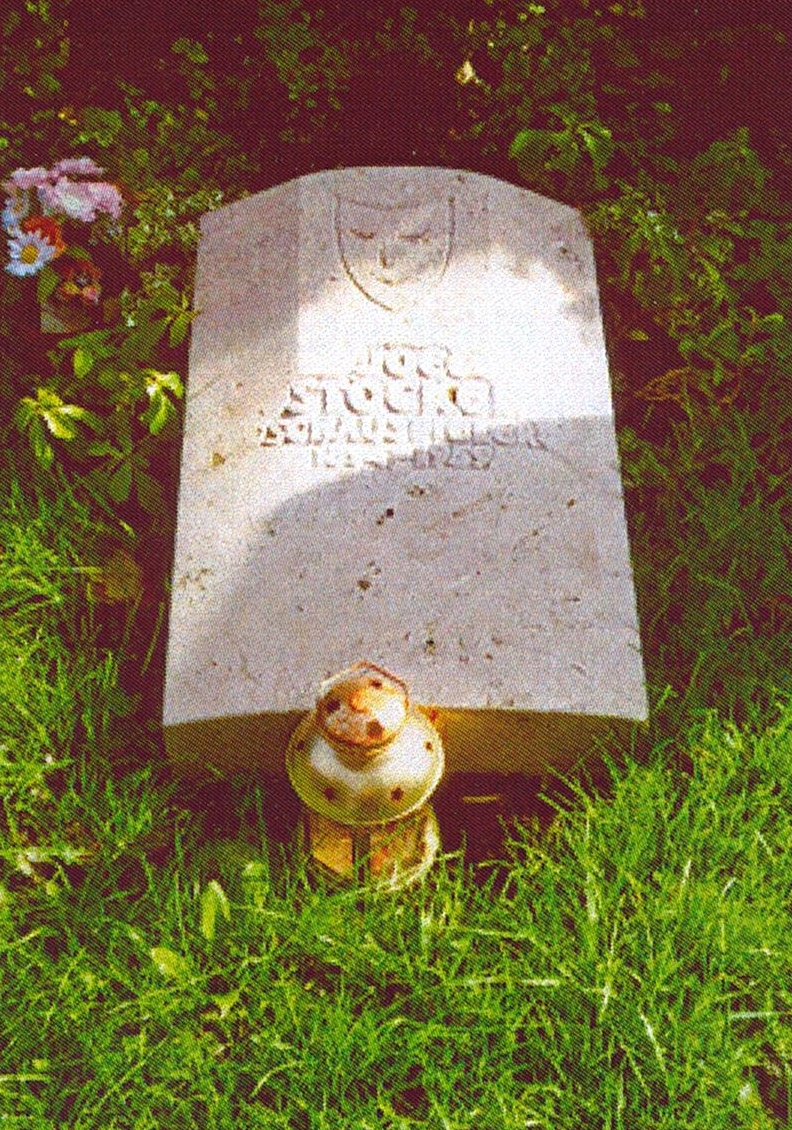
Tumba de Joe Stöckel

Su nombre completo era Josef Stöckel, y nació en Múnich, Alemania. Hijo de un arquitecto muniqués, a los 16 años de edad asistió a la Escuela Estatal de Arte Dramático, aunque su padre quería que aprendiera un „trabajo decente“. Tras un aprendizaje en el Münchner Hoftheater, obtuvo sus primeros compromisos en teatros de Bayreuth y Landshut. Luego se pasó al género cómico, siendo actor de opereta en el Staatstheater am Gärtnerplatz.
Ya en la década de 1920, Stöckel fundó su propia compañía cinematográfica, con la cual produjo la internacionalmente conocida serie Joe Marco, der Mann der Kraft. Él interpretaba al personaje principal, que corría las aventuras más sensacionales. Para ello convirtió Isarauen, en Múnich, en un paisaje del salvaje oeste, y americanizó su nombre, que pasó a ser Joe en vez de Josef, un nombre que no encajaba bien, sin embargo, en sus posteriores papeles bávaros.
Stöckel pertenece, junto a cineastas como Karl Valentin, Weiß Ferdl, Josef Eichheim y Beppo Brem, al grupo de los pioneros cinematográficos de la ciudad de Múnich.
Sin embargo, el mérito principal de Joe Stöckel fue llevar la comedia bávara al cine. Así, adaptó clásicos teatrales como Die drei Dorfheiligen, Das sündige Dorf, Der scheinheilige Florian y Der verkaufte Großvater, en los cuales fue director o guionista. Probablemente fue el primero en utilizar para la comedia el contraste entre los habitantes de Baviera y los de otras zonas alemanas, principalmente los prusianos.
Joe Stöckel alcanzó la cima de su carrera con posterioridad a la Segunda Guerra Mundial, participando en un total de unas 170 películas, de las cuales fue director en más de treinta.
Stöckel falleció en Múnich en el año 1959. Fue enterrado en el Cementerio Ostfriedhof de Múnich en la tumba honoraria clasificada con el número 77-3-9, y que a iniciativa de Erich Scheibmayr y de la Sociedad Funeraria de Múnich, fue renovada tras su abandono.

## Filmografía
- 1920 : Der Cowboy-Milliardär (también dirección)
- 1920 : Die Geier der Goldgruben
- 1920 : Der Skelettreiter von Colorado (también dirección)
- 1920 : Die Rache des Mexikaners (también dirección)
- 1920 : Die Todesfahrt des weißen Häuptlings (también dirección)
- 1921 : Paragraph 27, wegen Grausamkeit geschieden
- 1922 : Die Dame in Grau
- 1922 : Marcco kennt keine Furcht (también dirección)
- 1922 : Marccos schwerer Sieg (también dirección)
- 1922 : Marcco, der Ringer des Mikado
- 1922 : Marcco, der Todeskandidat
- 1924 : Der Schrei in der Wüste (también dirección)
- 1924 : Die Schuld
- 1924 : Marcco unter Gauklern und Bestien
- 1925 : Marccos erste Liebe (también dirección)
- 1925 : Die Bestie von San Silos (dirección)
- 1925 : Marcco, der Bezwinger des Todes
- 1926 : Marccos tollste Wette
- 1926 : Die Villa im Tiergarten
- 1927 : Mordendes Geld
- 1932 : Der Schützenkönig (también guion)
- 1933 : S.A. Mann Brand (también guion)
- 1933 : Meisterdetektiv (también guion)
- 1933 : Ein Kuß in der Sommernacht
- 1933 : Johannisnacht
- 1933 : Die blonde Christl
- 1934 : Mit dir durch dick und dünn (también guion)
- 1934 : Bei der blonden Kathrein (también guion)
- 1934 : Ich heirate meine Frau (guion)
- 1934 : Zwischen Himmel und Erde
- 1934 : Achtung! Wer kennt diese Frau? (guion)
- 1935 : Der Kampf mit dem Drachen
- 1935 : Ein ganzer Kerl
- 1936 : Arzt aus Leidenschaft
- 1936 : Moral
- 1936 : Donaumelodien
- 1936 : Du bist mein Glück
- 1936 : IA in Oberbayern
- 1936 : Es waren zwei Junggesellen
- 1936 : Du kannst nicht treu sein
- 1936 : Der ahnungslose Engel
- 1936 : Diener lassen bitten
- 1937 : Spiel auf der Tenne
- 1937 : Der Etappenhase (dirección)
- 1937 : Wenn du eine Schwiegermutter hast (dirección)
- 1937 : So weit geht die Liebe nicht
- 1938 : Musketier Meier III (dirección)
- 1938 : Der Antennendraht (también dirección)
- 1938 : Stärker als die Liebe (dirección)
- 1938 : Peter spielt mit dem Feuer (dirección)
- 1939 : Der arme Millionär (guion y dirección)
- 1939 : Das Recht auf Liebe (dirección)
- 1939 : Kennwort: Machin
- 1940 : Herz geht vor Anker (también dirección)
- 1940 : Das sündige Dorf (también dirección)
- 1941 : Der siebente Junge
- 1941 : Der scheinheilige Florian (también dirección)
- 1942 : Der Hochtourist
- 1942 : Der verkaufte Großvater (dirección)
- 1943 : Peterle (guion y dirección)
- 1943 : Die keusche Sünderin (también dirección)
- 1945 : Die falsche Braut (también dirección)
- 1949 : Die drei Dorfheiligen
- 1949 : Schuß um Mitternacht
- 1949 : Ein Herz schlägt für dich (dirección)
- 1950 : Der Dorfmonarch (también guion y dirección)
- 1950 : Aufruhr im Paradies (también guion y dirección)
- 1950 : Zwei in einem Anzug (también dirección)
- 1950 : Die fidele Tankstelle (dirección)
- 1951 : Drei Kavaliere (también guion y dirección)
- 1951 : Wildwest in Oberbayern
- 1952 : Das weiße Abenteuer
- 1952 : Der eingebildete Kranke
- 1952 : Der keusche Lebemann
- 1952 : Mönche, Mädchen und Panduren
- 1953 : Der Klosterjäger
- 1953 : Der Onkel aus Amerika
- 1953 : Ehestreik (dirección)
- 1954 : Die süßesten Früchte
- 1954 : Schützenliesel
- 1954 : Das sündige Dorf (también guion)
- 1955 : Die spanische Fliege
- 1955 : Der doppelte Ehemann
- 1955 : Oh, diese lieben Verwandten (también dirección)
- 1955 : Königswalzer
- 1956 : Die Fischerin vom Bodensee
- 1956 : IA in Oberbayern
- 1956 : Durch die Wälder, durch die Auen
- 1956 : Zwei Bayern in St. Pauli
- 1956 : Liebe, Sommer und Musik
- 1956 : Die fröhliche Wallfahrt
- 1957 : Die Prinzessin von St. Wolfgang
- 1957 : Zwei Bayern im Urwald
- 1957 : Zwei Bayern im Harem (también dirección)
- 1957 : Die fidelen Detektive
- 1958 : Zauber der Montur
- 1958 : Der Sündenbock von Spatzenhausen
- 1958 : Heimatlos
- 1959 : Zwölf Mädchen und ein Mann